# Masters of Sex
Masters of Sex est une série télévisée américaine en 46 épisodes d'environ 55 minutes créée par Michelle Ashford d'après le roman éponyme (en) de Thomas Maier (en), diffusée entre le 29 septembre 2013 et le 13 novembre 2016 sur la chaîne Showtime aux États-Unis et sur The Movie Network au Canada.
En France, la série est diffusée depuis le 11 octobre 2013 sur OCS City en version originale sous-titrée, en Suisse depuis le 10 novembre 2014 sur RTS Un et au Québec à partir du 18 mars 2015 à Super Écran. À l'été 2020, en Belgique, elle est disponible en intégralité sur RTLplay, la plateforme replay de RTL TVI. Elle reste inédite dans les autres pays francophones.

## Synopsis
La série présente le quotidien professionnel et affectif de deux chercheurs spécialisés dans l'étude des comportements sexuels : William Masters et Virginia Johnson.

## Distribution

### Acteurs principaux
- Michael Sheen (VFB : Franck Dacquin) : Dr William Masters
- Lizzy Caplan (VFB : Mélanie Dermont) : Virginia Johnson
- Caitlin Fitzgerald (VFB : Claire Tefnin) : Libby Masters
- Teddy Sears (VFB : David Manet) : Dr Austin Langham (saisons 1 et 2, récurrent saisons 3 et 4)
- Annaleigh Ashford (VFB : Fanny Roy) : Betty DiMello (récurrente saison 1, régulière saisons 2 à 4) [5])
- Nicholas D'Agosto (VFB : Maxime Donnay) : Dr Ethan Haas (saison 1, invité saison 2)

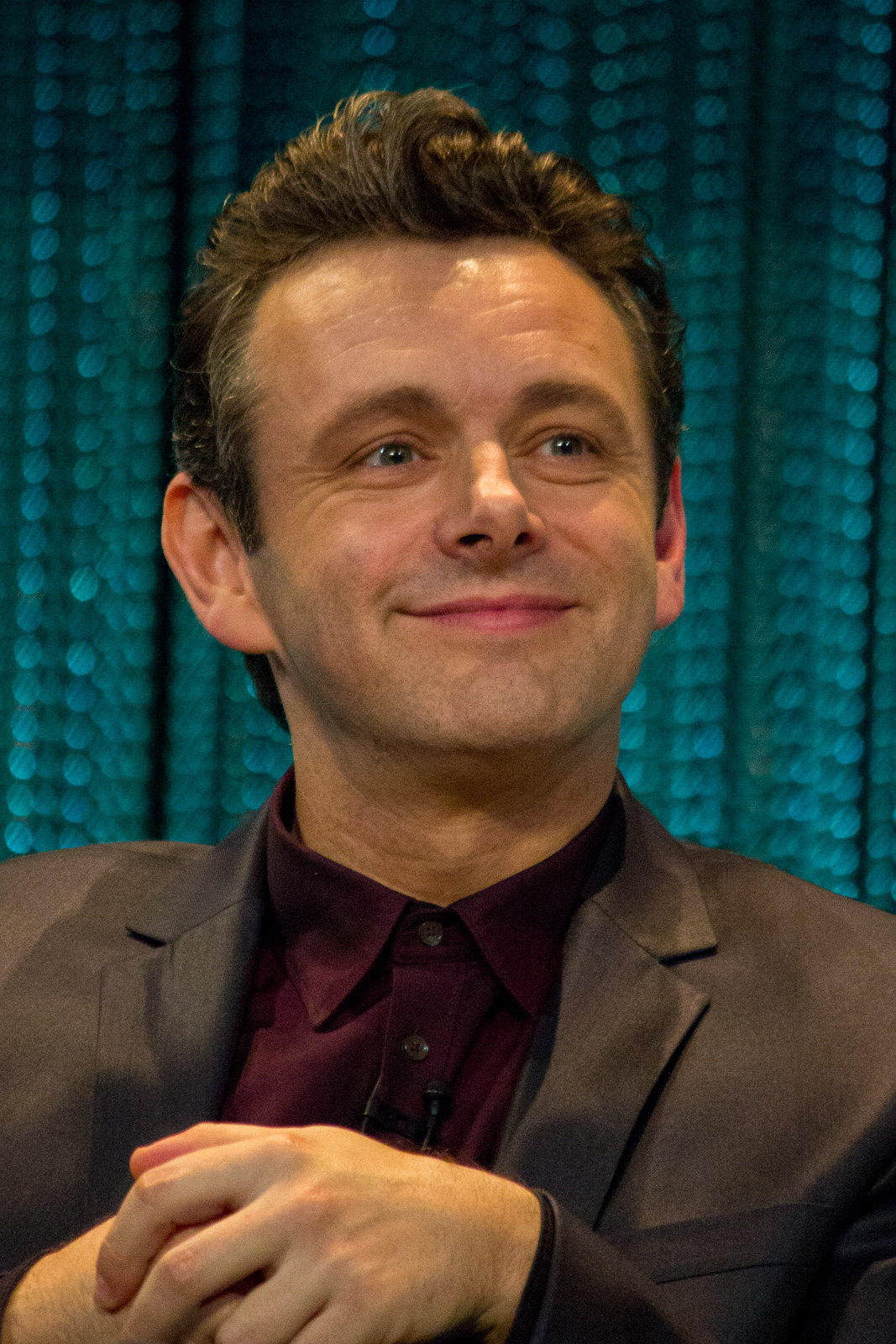
Michael Sheen interprète le Dr William H. Masters
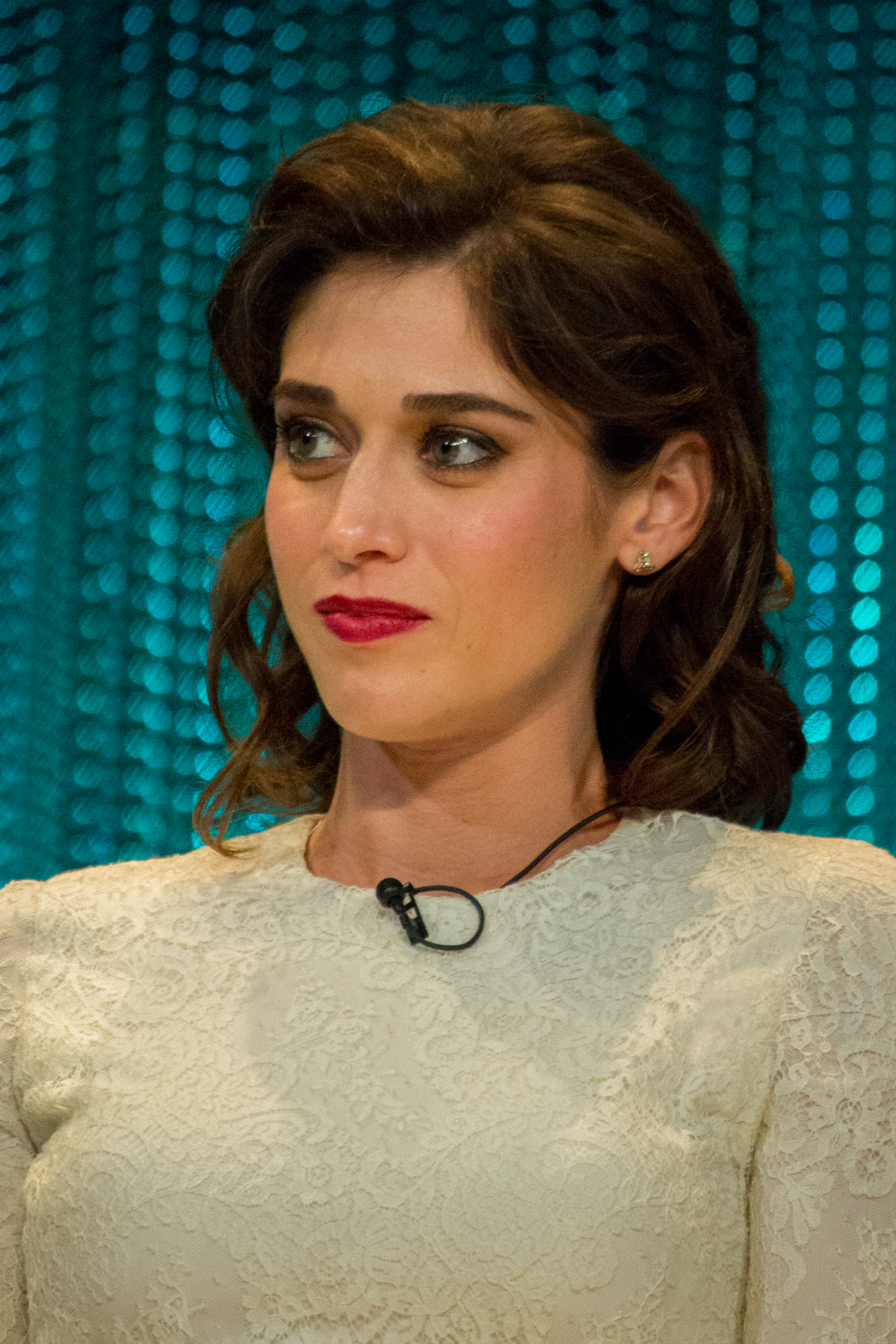
Lizzy Caplan interprète Virginia E. Johnson
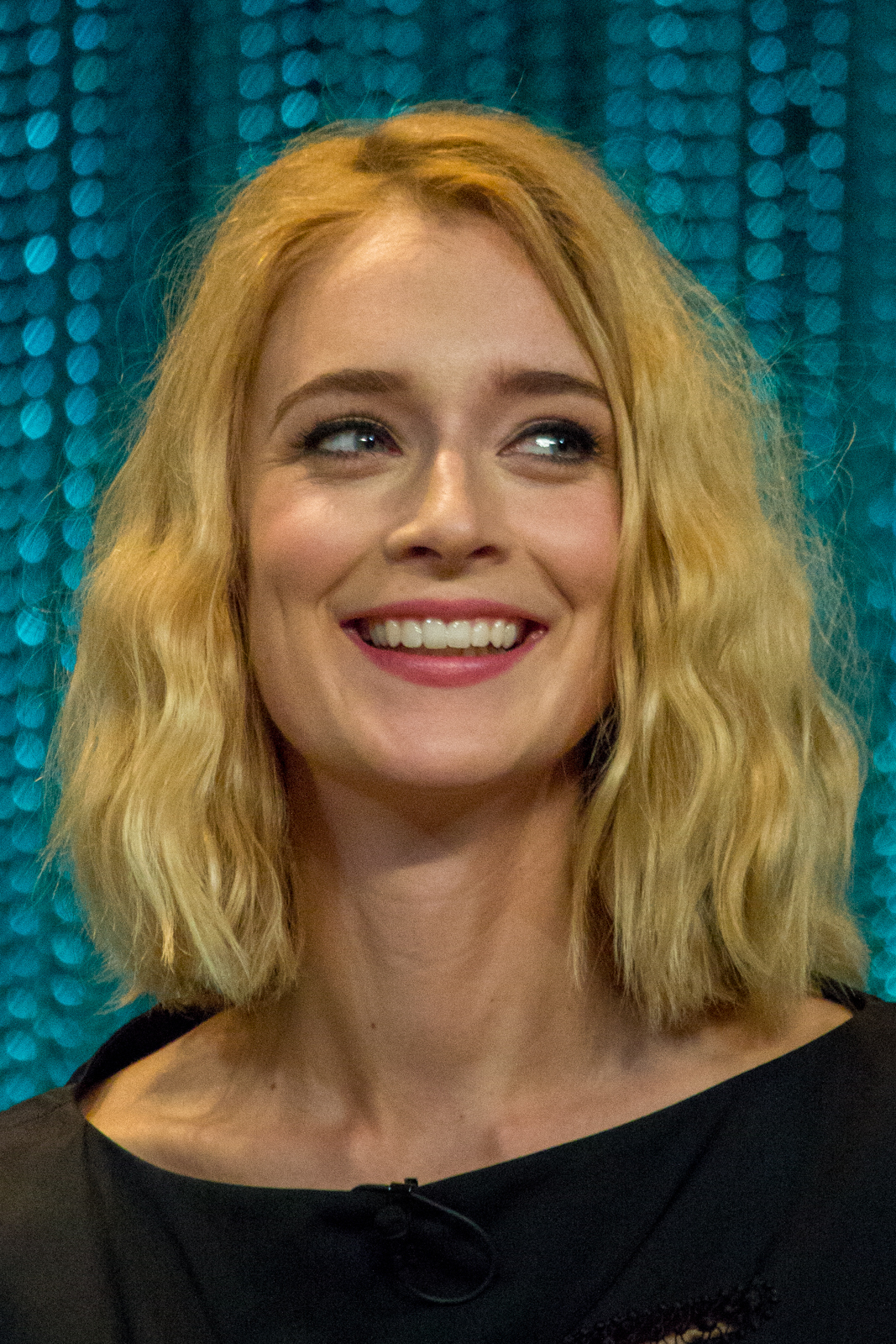
Caitlin Fitzgerald interprète Libby Masters
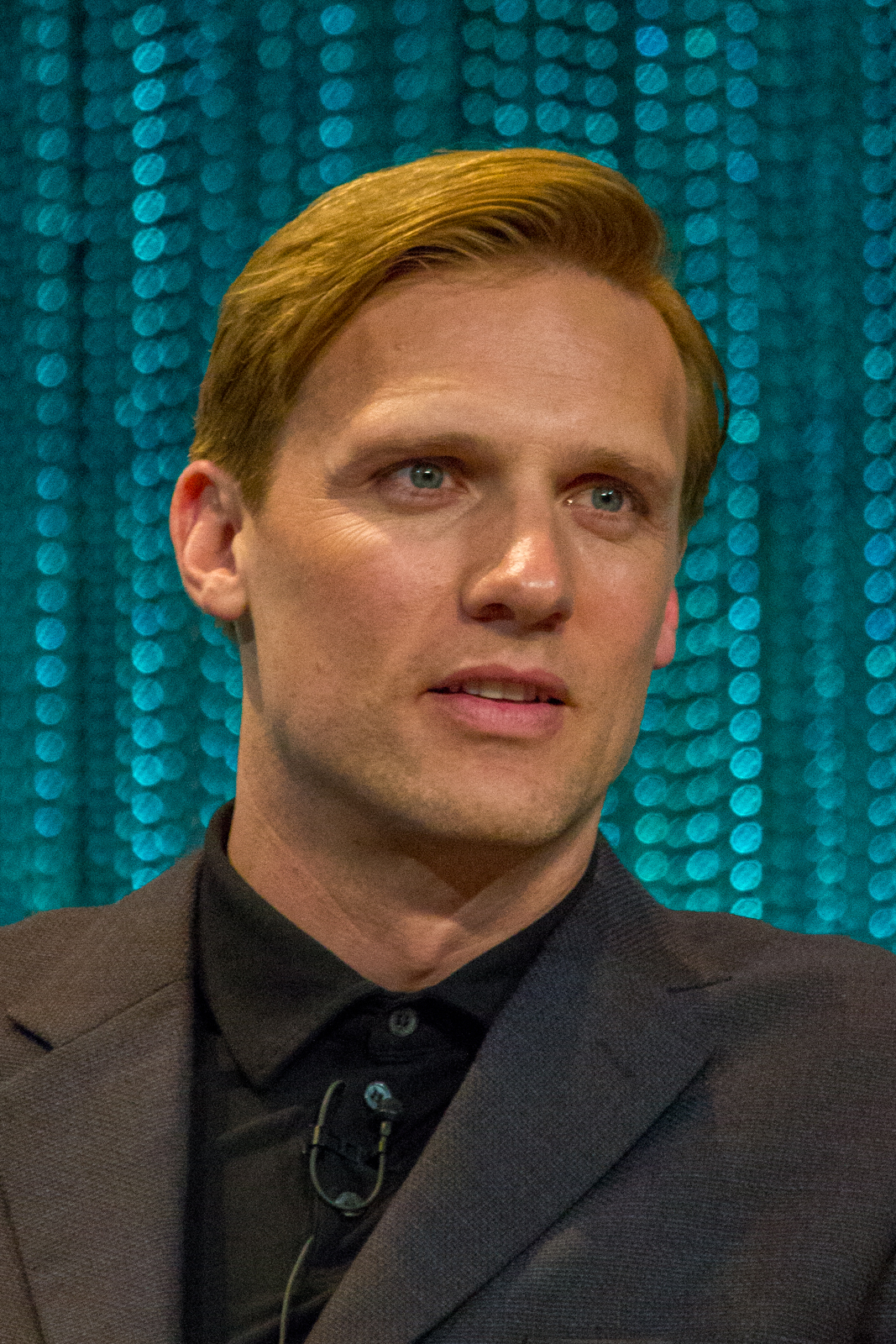
Teddy Sears interprète le Dr Austin Langham
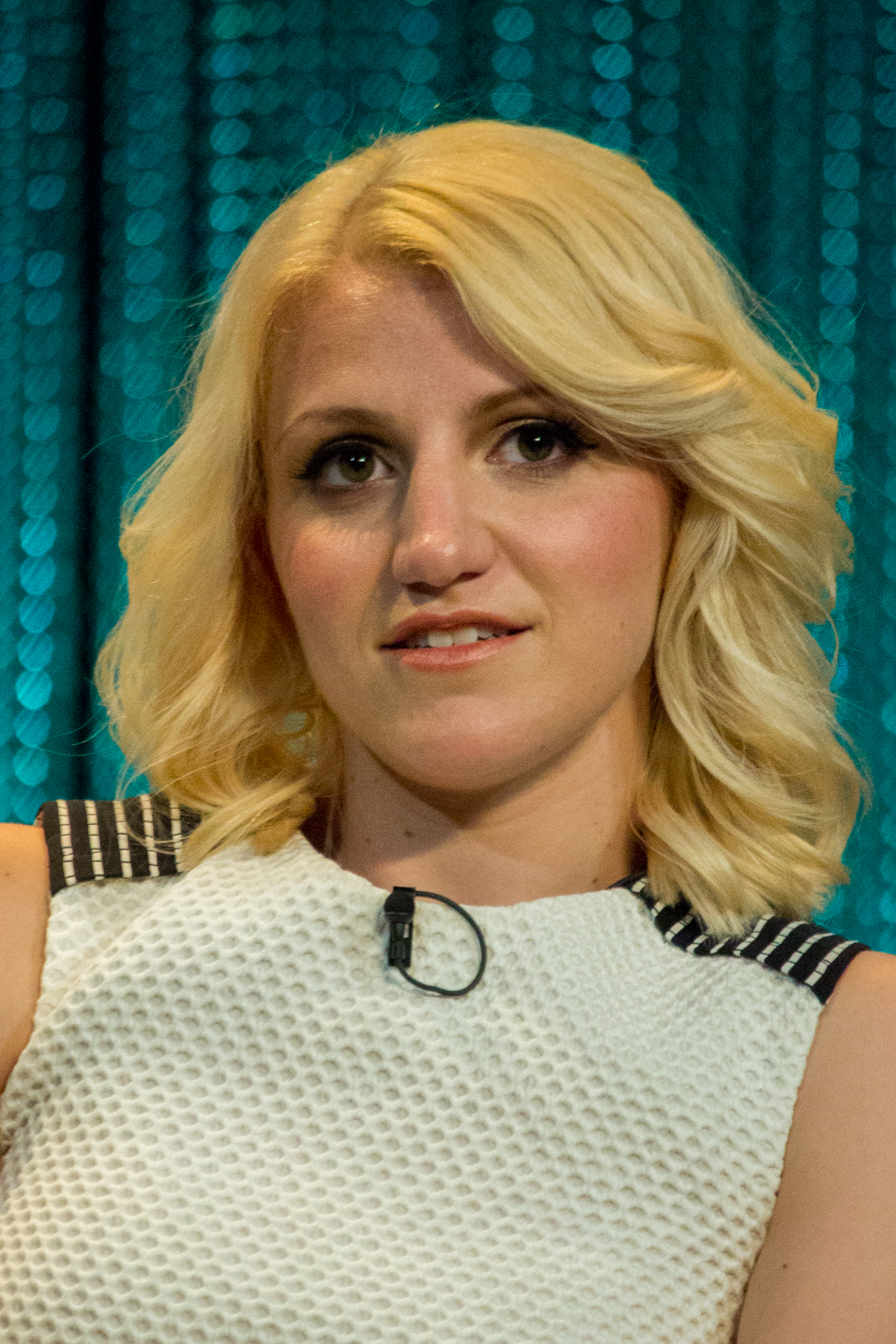
Annaleigh Ashford interprète Betty DiMello
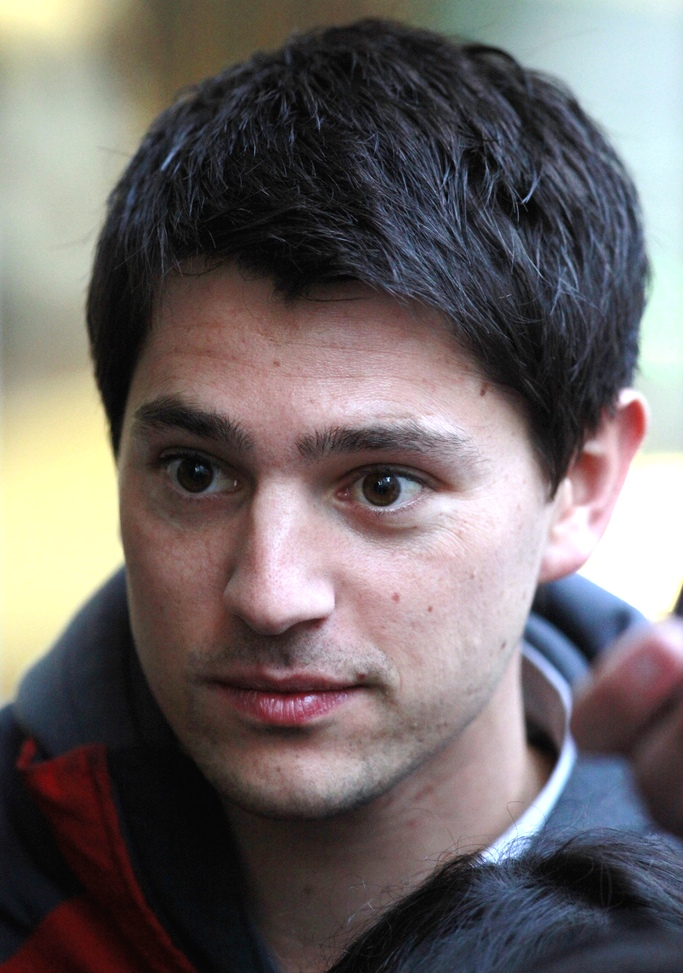
Nicholas D’Agosto interprète le Dr Ethan Haas

### Acteurs récurrents
Introduits dans la saison 1
- Beau Bridges (VFB : Patrick Descamps) : Barton Scully
- Allison Janney (VFB : Manuela Servais) : Margaret Scully, femme de Barton (saisons 1 à 3)
- Rose McIver : Vivian Scully, fille de Barton (saisons 1 et 2)
- Heléne Yorke (VFB : Esther Aflalo) : Jane Martin
- Margo Martindale (VFB : Nathalie Hons) : Miss Horchow (saisons 1, épisode 1)
- Julianne Nicholson : Dr Lillian DePaul (saisons 1 et 2)
- Ann Dowd : Estabrooks Masters, mère de William (saisons 1 et 2)
- Cole Sand : Henry Johnson, fils de Virginia (saisons 1 à 3)
- Kayla Madison (saisons 1 et 2) puis Isabelle Fuhrman (saison 3) : Tessa Johnson, fille de Virginia
- Nicholle Tom : Maureen
- Ellen Wroe : Ginger
- Rae Foster : Dottie
- Finn Wittrock : Dale (saison 1)
- Bobby Campo : Carl

Introduits dans la saison 2
- Keke Palmer : Coral (saison 2)
- Betsy Brandt : Barbara Sanderson (saison 2)
- Sarah Silverman (VFB : Myriem Hakheddiou) : Helen (saisons 2 à 4)
- Courtney B. Vance : Dr Charles Hendricks (saison 2)
- Rene Auberjonois : Dr George Papanikolaou
- Christian Borle : Frank Masters, frère de William (saison 2)
- Artemis Pebdani (en) : Flo Packer (saison 2)
- Marin Ireland : Pauline Masters, femme de Frank
- Jocko Sims (VFB : Nicolas Matthys) : Robert Franklin
- Sterling K. Brown (VFB : David Dos Santos) : Marcus

Introduits dans la saison 3
- Isabelle Fuhrman (VFB : Melissa Windal) : Tessa Johnson
- Pénélope Ferire (VFB : Alyvia Alyn Lind) : Jenny Masters
- Jaeden Lieberher (VFB : Esteban Oertli) : Johnny Masters (saisons 3 et 4)
- Ben Koldyke (VFB : Olivier Cuvellier) : Paul Edley (saison 3)
- Susan May Pratt (VFB : Alice Ley) : Joy Edley
- Kevin Fonteyne (VFB : Grégory Praet) : Matt
- Josh Charles (VFB : Michelangelo Marchese) : Dan Logan (saison 3)
- Colin Woodell (VFB : Stéphane Oertli) : Ronald Sturgis (saison 3)
- Michael O'Keefe (VFB : Michel Hinderyckx) : Harry Eshelman
- Emily Kinney (VFB : Nancy Philippot) : Nora Everett (saison 3)
- Rob Benedict (VFB : David Macaluso): Jonathan Laurents

Introduits dans la saison 4
- Jeremy Strong (VFB : Arnaud Crèvecoeur) : Dr. Art Dreesen
- Betty Gilpin (VFB : Valérie Muzzi) : Dr. Nancy Leveau
- Niecy Nash (VFB : Bernadette Mouzon) : Louise Bell
- David Wilton (VFB : Sébastien Hébrant) : Bram Keller

- Version française
  - Société de doublage : Dubbing Brothers[6]
  - Direction artistique : Géraldine Frippiat[6]
  - Adaptation des dialogues : Margaux Lamy, Mélanie de Truchis de Lays & Olivier Delebarre[6]

Source VF : Doublage Série Database

## Développement

### Production
Le pilote a été commandé en août 2011, et la série a été commandée le 11 juin 2012.
Le 30 novembre 2016, la série est annulée.

### Attribution des rôles

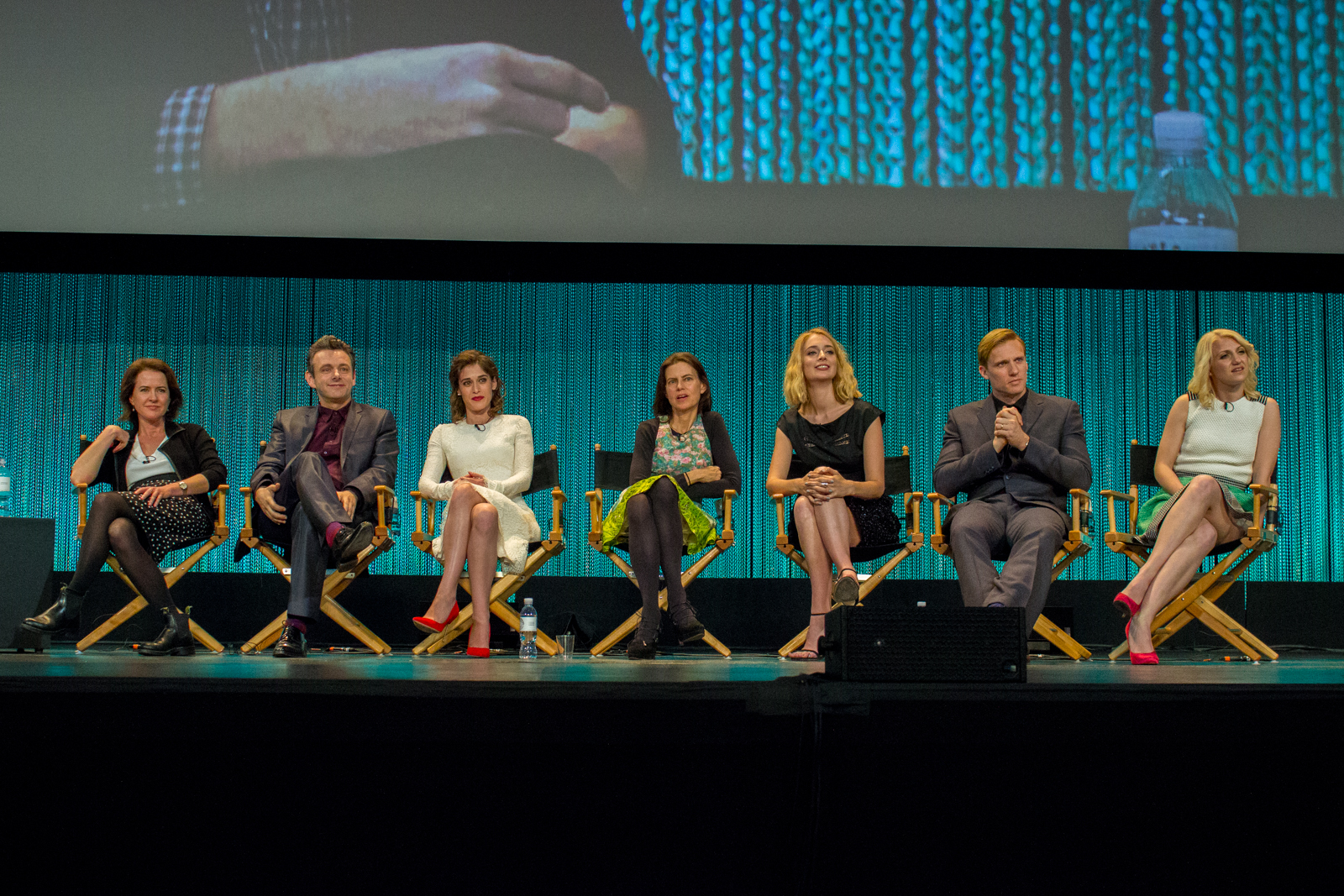
L'intégralité de l'équipe régulière au PaleyFest 2014

En novembre 2011, Paul Bettany a été envisagé pour le rôle principal de William Masters, mais a quitté le projet en janvier 2012.
Les rôles principaux ont été attribués dans cet ordre : Teddy Sears et Nicholas D'Agosto, Michael Sheen et Lizzy Caplan, Caitlin Fitzgerald.
Parmi les acteurs récurrents et invités de la première saison : Beau Bridges et Margo Martindale, Wendi McLendon-Covey (Lillian DePaul), Ann Dowd, Rose McIver et Allison Janney.
En décembre 2013, Annaleigh Ashford a été promue à la distribution principale pour la deuxième saison.
Parmi les acteurs récurrents et invités de la deuxième saison : Keke Palmer, Betsy Brandt, Sarah Silverman, Jocko Sims, Courtney B. Vance et Rene Auberjonois, Christian Borle, Artemis Pebdani et Marin Ireland.

### Tournage
La série est tournée à Culver City, dans le comté de Los Angeles en Californie.

## Épisodes

### Première saison (2013)
1. Un nouveau monde (Pilot)
2. Course à l'espace (Race to Space)
3. Déviance standard (Standard Deviation)
4. Mieux vaut tard que jamais (Thank You For Coming)
5. Catherine (Catherine)
6. Le Meilleur des mondes (Brave New World)
7. Nouveaux sujets (All Together Now)
8. Mariage, mensonge et thérapie (Love and Marriage)
9. Réflexes (Involuntary)
10. Explosions (Fallout)
11. Question de taille (Phallic Victories)
12. De Nouveaux horizons (Manhigh)

### Deuxième saison (2014)
Le 22 octobre 2013, la série a été renouvelée pour une deuxième saison de douze épisodes diffusée à partir du 13 juillet 2014.
La promotion pour la deuxième saison a rencontré un franc succès avec la vidéo Undress Me réalisée par la vidéaste Tatia Pilieva.
1. Parallaxe (Parallax)
2. Des choix' cornéliens (Kyrie Eleison)
3. Le Combat (Fight)
4. Coups tordus (Dirty Jobs)
5. Retrouvailles (Giants)
6. Révolution (Blackbird)
7. Astérion (Asterion)
8. Observer, mais aussi soigner (Mirror, Mirror)
9. La Vie de l'autre (Story of My Life)
10. Sous la ceinture (Below the Belt)
11. La fin justifie-t-elle les moyens ? (One for the Money, Two for the Show)
12. La Révolution ne sera pas retransmise (The Revolution Will Not Be Televised)

### Troisième saison (2015)
Le 20 août 2014, la série a été renouvelée pour une troisième saison, diffusée depuis le 12 juillet 2015.
1. La sexualité dévoilée (Parliament of Owls)
2. Ménage à trois (Three's a Crowd)
3. Réactions en chaîne (The Excitement of Release)
4. Sous influence (Undue Influence)
5. Une question d'attraction (Matters of Gravity)
6. Jeux de séduction (Two Scents)
7. Un patient pas comme les autres (Monkey Business)
8. Les Assistantes (Surrogates)
9. À cran (High Anxiety)
10. De l'autre côté du miroir (Through a Glass, Darkly)
11. Un jeu dangereux (Party of Four)
12. La Chute (Full Ten Count)

### Quatrième saison (2016)
Le 11 août 2015, la série a été renouvelée pour une quatrième saison de dix épisodes diffusée depuis le 11 septembre 2016.
1. Chute libre (Freefall)
2. L'inventaire (Inventory)
3. Un nouveau protocole (The Pleasure Protocol)
4. Manteaux ou clés (Coats or Keys)
5. Déviances (Outliers)
6. La famille, c'est tout (Family Only)
7. Contre-vérités (In To Me You See)
8. Topeka (Topeka)
9. Le moi intérieur (Night and Day)
10. Mariage, mensonges et trahisons (The Eyes of God)

## Accueil

### Audiences

#### Aux États-Unis
| Saison | Audiences (en millions) | Audiences (en millions) | Audiences (en millions) | Audiences (en millions) | Audiences (en millions) | Audiences (en millions) | Audiences (en millions) | Audiences (en millions) | Audiences (en millions) | Audiences (en millions) | Audiences (en millions) | Audiences (en millions) |
| Saison | 1                       | 2                       | 3                       | 4                       | 5                       | 6                       | 7                       | 8                       | 9                       | 10                      | 11                      | 12                      |
| ------ | ----------------------- | ----------------------- | ----------------------- | ----------------------- | ----------------------- | ----------------------- | ----------------------- | ----------------------- | ----------------------- | ----------------------- | ----------------------- | ----------------------- |
| 1      | 0,998                   | 1,09                    | 1,04                    | 1,01                    | 1,01                    | 0,93                    | 1,1                     | 1,05                    | 1,13                    | 1,08                    | 1,23                    | 1,21                    |
| 2      | 0.825                   | 0.716                   | 0.838                   | 0.706                   | 0.971                   | 0.793                   | 0.840                   | 0.726                   | 0.760                   | 0..804                  | 0.714                   | 0.889                   |
| 3      | 0.583                   | 0.535                   | 0.509                   | 0.585                   | 0.552                   | 0.734                   | 0.643                   | 0.688                   | 0.562                   | 0.601                   | 0.548                   | 0.605                   |

### Distinctions

#### Récompenses
- American Film Institute Awards 2013 : top 10 des meilleures séries télévisées de l'année

## Commentaires
En octobre 2013, Showtime dévoile le logotitre de la série télé qui s'avère être le plagiat d'un logo appartenant à un graphiste français.
« Si les personnages de la série peuvent être analysés au travers de leur rapport au sexe, clé de leur identité (l’époux volage, la femme frustrée, la prostituée, la femme libérée, l’homosexuel honteux), cette série de stéréotypes est très vite nuancée par une construction psychologique très fine. »